# HD36887
HD36887 є хімічно пекулярною зорею спектрального класу
F0 й має видиму зоряну величину в смузі V приблизно  9,1.